# Elecciones generales de Sierra Leona de 1973
Las elecciones generales de Sierra Leona se llevaron a cabo el 15 de mayo de 1973. El Congreso de Todo el Pueblo fue el único partido político en presentar listas debido a que todos los demás partidos boicotearon la elección alegando que el presidente, Siaka Stevens, cometería fraude. Algunos candidatos independientes se presentaron, pero solo uno obtuvo un escaño. Los otros 84 escaños electos fueron ganados por el ACP, mientras que los 12 restantes fueron elegidos por los Jefes Tribales.

## Resultados
| Partido                                  | Escaños |
| ---------------------------------------- | ------- |
| Congreso de Todo el Pueblo               | 84      |
| Independientes                           | 1       |
| Elegidos por los Jefes Supremos Tribales | 12      |
| Total                                    | 97      |
| Fuente: African Elections database       |         |